# Saison 2024 de l'équipe cycliste masculine Jayco AlUla
La saison 2024 de l'équipe cycliste masculine Jayco AlUla est la treizième de cette équipe.

## Coureurs et encadrement technique

### Effectif
| Coureur                 | Date de Nais.      | Nationalité        | Équipe en 2023          | Vict. | Cont.             | Maillot dist.              |
| ----------------------- | ------------------ | ------------------ | ----------------------- | ----- | ----------------- | -------------------------- |
| Hagos Welay Berhe       | 22 octobre 2001    | Éthiopie           | Jayco AlUla             | 0     | 01/2023 - 12/2025 |                            |
| Lawson Craddock         | 20 février 1992    | États-Unis         | Jayco AlUla             | 0     | 01/2022 - 12/2024 |                            |
| Alessandro De Marchi    | 19 mai 1986        | Italie             | Jayco AlUla             | 1     | 01/2023 - 12/2025 |                            |
| Davide De Pretto        | 19 avril 2002      | Italie             | Zalf Euromobil Fior     | 1     | 01/2024 - 12/2025 |                            |
| Eddie Dunbar            | 1er septembre 1996 | Irlande            | Jayco AlUla             | 3     | 01/2023 - 12/2025 | - Contre-la-montre         |
| Luke Durbridge          | 9 avril 1991       | Australie          | Jayco AlUla             | 0     | 01/2011 - 12/2026 |                            |
| Felix Engelhardt        | 19 août 2000       | Allemagne          | Jayco AlUla             | 1     | 01/2023 - 12/2025 |                            |
| Caleb Ewan              | 11 juillet 1994    | Australie          | Lotto Dstny             | 3     | 01/2024 - 12/2024 |                            |
| Anders Foldager         | 27 juillet 2001    | Danemark           | Biesse-Carrera          | 1     | 01/2024 - 12/2025 |                            |
| Dylan Groenewegen       | 21 juin 1993       | Pays-Bas           | Jayco AlUla             | 4     | 01/2022 - 12/2025 | - Route                    |
| Lucas Hamilton          | 12 février 1996    | Australie          | Jayco AlUla             | 0     | 01/2018 - 12/2024 |                            |
| Chris Harper            | 23 novembre 1994   | Australie          | Jayco AlUla             | 0     | 01/2023 - 12/2025 |                            |
| Michael Hepburn         | 17 août 1991       | Australie          | Jayco AlUla             | 0     | 01/2011 - 12/2025 |                            |
| Amund Grøndahl Jansen   | 11 février 1994    | Norvège            | Jayco AlUla             | 0     | 01/2021 - 12/2024 |                            |
| Christopher Juul-Jensen | 6 juillet 1989     | Danemark           | Jayco AlUla             | 0     | 01/2016 - 12/2025 |                            |
| Jan Maas                | 19 février 1996    | Pays-Bas           | Jayco AlUla             | 0     | 01/2022 - 12/2024 |                            |
| Michael Matthews        | 26 septembre 1990  | Australie          | Jayco AlUla             | 2     | 01/2021 - 12/2025 |                            |
| Luka Mezgec             | 27 juin 1988       | Slovénie           | Jayco AlUla             | 0     | 01/2016 - 12/2026 |                            |
| Kelland O'Brien         | 22 mai 1998        | Australie          | Jayco AlUla             | 0     | 01/2022 - 12/2025 |                            |
| Jesús David Peña        | 8 mai 2000         | Colombie           | Jayco AlUla             | 0     | 01/2022 - 12/2024 |                            |
| Luke Plapp              | 25 décembre 2000   | Australie          | Ineos Grenadiers        | 2     | 01/2024 - 12/2027 | - Route - Contre-la-montre |
| Rudy Porter             | 15 décembre 2000   | Australie          | Jayco AlUla             | 0     | 01/2023 - 12/2024 |                            |
| Blake Quick             | 26 février 2000    | Australie          | Jayco AlUla             | 0     | 01/2023 - 12/2024 |                            |
| Elmar Reinders          | 14 mars 1992       | Pays-Bas           | Jayco AlUla             | 0     | 08/2022 - 12/2025 |                            |
| Mauro Schmid            | 4 décembre 1999    | Suisse             | Soudal Quick-Step       | 2     | 01/2024 - 12/2026 | - Route                    |
| Callum Scotson          | 10 août 1996       | Australie          | Jayco AlUla             | 0     | 01/2019 - 12/2024 |                            |
| Campbell Stewart        | 12 mai 1998        | Nouvelle-Zélande   | Jayco AlUla             | 0     | 01/2022 - 12/2025 |                            |
| Max Walscheid           | 13 juin 1993       | Allemagne          | Cofidis                 | 1     | 01/2024 - 12/2025 |                            |
| Simon Yates             | 7 août 1992        | Royaume-Uni        | Jayco AlUla             | 2     | 01/2014 - 12/2024 |                            |
| Filippo Zana            | 18 mars 1999       | Italie             | Jayco AlUla             | 0     | 01/2023 - 12/2025 |                            |
| Coureurs stagiaires     |                    |                    |                         |       |                   |                            |
| Alastair Mackellar      | 20 janvier 2002    | Australie          | Hagens Berman Jayco     | 0     | 09/2024 - 12/2024 |                            |
| Pavel Novák             | 3 décembre 2004    | République tchèque | MBH Bank Colpack Ballan | 0     | 09/2024 - 12/2024 |                            |

### Encadrement technique
| Poste                          | Identité |
| ------------------------------ | --- |
| Manager général                | Brent Copeland |
| Directeur sportif              | Matthew White |
| Assistants directeurs sportifs | Andrew Smith, Andrew J. Smith, Brian Stephens, David McPartland, Marco Pinotti, Mathew Hayman, Pieter Weening, Rafael Valls, Tristan Hoffman, Valerio Piva, Vittorio Algeri |

## Champions nationaux, continentaux et mondiaux
| Date              | Course                                                               | Maillot | Coureurs          | Pays      | Lieu          |
| ----------------- | -------------------------------------------------------------------- | ------- | ----------------- | --------- | ------------- |
| 4 janvier 2024    | Championnat d'Australie du contre-la-montre                          |         | Luke Plapp        | Australie | Mount Helen   |
| 7 janvier 2024    | Championnat d'Australie de cyclisme sur route                        |         | Luke Plapp        | Australie | Buninyong     |
| 20 juin 2024      | Championnat d'Irlande du contre-la-montre                            |         | Eddie Dunbar      | Irlande   | Athea         |
| 23 juin 2024      | Championnat de Suisse de cyclisme sur route                          |         | Mauro Schmid      | Suisse    | Aire-la-Ville |
| 23 juin 2024      | Championnat des Pays-Bas de cyclisme sur route                       |         | Dylan Groenewegen | Pays-Bas  | Arnhem        |
| 25 septembre 2024 | Championnat du Monde du contre-la-montre par équipes en relais mixte |         | Michael Matthews  | Suisse    | Zurich        |

## Classement UCI par équipes
Le classement UCI par équipes se calcule en comptabilisant les points des 20 meilleurs coureurs de l'équipe. Ce classement est calculé avec les points acquis lors de l'année civile. Au terme d'une période de trois ans (2023-2025), les dix-huit meilleures équipes recevront une licence World Tour pour la prochaine période (2026-2028).
| Classement UCI (par équipes) au 20 octobre 2024 | Classement UCI (par équipes) au 20 octobre 2024 | Classement UCI (par équipes) au 20 octobre 2024 | Classement UCI (par équipes) au 20 octobre 2024 | Classement UCI (par équipes) au 20 octobre 2024 |
| #                                               | Équipe                                          | 2024                                            | Diff.                                           |                                                 |
| ----------------------------------------------- | ----------------------------------------------- | ----------------------------------------------- | ----------------------------------------------- | ----------------------------------------------- |
| 1                                               | UAE Team Emirates                               | 37407,60                                        | -                                               |                                                 |
| 2                                               | Team Visma-Lease a Bike                         | 20427,98                                        | 16979,62                                        |                                                 |
| 3                                               | Soudal Quick-Step                               | 18153,97                                        | 2274,01                                         |                                                 |
| 4                                               | Lidl-Trek                                       | 17989,00                                        | 164,97                                          |                                                 |
| 5                                               | Red Bull-Bora-Hansgrohe                         | 16894,33                                        | 1094,67                                         |                                                 |
| 6                                               | Decathlon AG2R La Mondiale                      | 15930,84                                        | 963,39                                          |                                                 |
| 7                                               | Ineos Grenadiers                                | 15547,97                                        | 382,87                                          |                                                 |
| 8                                               | Alpecin-Deceuninck                              | 15020,00                                        | 527,97                                          |                                                 |
| 9                                               | Lotto Dstny                                     | 12579,29                                        | 2440,71                                         |                                                 |
| 10                                              | Groupama-FDJ                                    | 12357,00                                        | 222,29                                          |                                                 |
| 11                                              | Israel-Premier Tech                             | 11723,33                                        | 633,67                                          |                                                 |
| 12                                              | EF Education-EasyPost                           | 11594,95                                        | 128,38                                          |                                                 |
| 13                                              | Movistar Team                                   | 10879,00                                        | 715,95                                          |                                                 |
| 14                                              | Jayco AlUla                                     | 10625,30                                        | 253,70                                          |                                                 |
| 15                                              | Intermarché-Wanty                               | 9915,00                                         | 710,30                                          |                                                 |
| 16                                              | Team dsm-firmenich PostNL                       | 9646,63                                         | 268,37                                          |                                                 |
| 17                                              | Bahrain Victorious                              | 9547,16                                         | 99,47                                           |                                                 |
| 18                                              | Uno-X Mobility                                  | 8938,67                                         | 608,49                                          |                                                 |
| 19                                              | Arkéa-B&B Hotels                                | 8735,00                                         | 203,67                                          |                                                 |
| 20                                              | Cofidis                                         | 7889,84                                         | 845,16                                          |                                                 |
| 21                                              | Astana Qazaqstan Team                           | 6563,24                                         | 1326,60                                         |                                                 |
| 22                                              | Tudor Pro Cycling Team                          | 5753,33                                         | 809,91                                          |                                                 |

| Liste des vingt coureurs marquant des points pour le classement UCI par équipes 2024. | Liste des vingt coureurs marquant des points pour le classement UCI par équipes 2024. | Liste des vingt coureurs marquant des points pour le classement UCI par équipes 2024. |
| #                                                                                     | Coureur                                                                               | Points                                                                                |
| ------------------------------------------------------------------------------------- | ------------------------------------------------------------------------------------- | ------------------------------------------------------------------------------------- |
| 1                                                                                     | Michael Matthews                                                                      | 1945,71                                                                               |
| 2                                                                                     | Dylan Groenewegen                                                                     | 1441,71                                                                               |
| 3                                                                                     | Simon Yates                                                                           | 1006,00                                                                               |
| 4                                                                                     | Mauro Schmid                                                                          | 819,00                                                                                |
| 5                                                                                     | Filippo Zana                                                                          | 785,00                                                                                |
| 6                                                                                     | Eddie Dunbar                                                                          | 703,00                                                                                |
| 7                                                                                     | Luke Plapp                                                                            | 689,71                                                                                |
| 8                                                                                     | Anders Foldager                                                                       | 521,71                                                                                |
| 9                                                                                     | Davide De Pretto                                                                      | 518,00                                                                                |
| 10                                                                                    | Max Walscheid                                                                         | 458,33                                                                                |
| 11                                                                                    | Caleb Ewan                                                                            | 420,00                                                                                |
| 12                                                                                    | Chris Harper                                                                          | 381,71                                                                                |
| 13                                                                                    | Kelland O'Brien                                                                       | 170,00                                                                                |
| 14                                                                                    | Callum Scotson                                                                        | 164,00                                                                                |
| 15                                                                                    | Lukas Pöstlberger                                                                     | 125,00                                                                                |
| 16                                                                                    | Luka Mezgec                                                                           | 120,71                                                                                |
| 17                                                                                    | Felix Engelhardt                                                                      | 110,00                                                                                |
| 18                                                                                    | Hagos Welay Berhe                                                                     | 92,00                                                                                 |
| 19                                                                                    | Jesús David Peña                                                                      | 82,00                                                                                 |
| 20                                                                                    | Elmar Reinders                                                                        | 71,71                                                                                 |
| TOTAL                                                                                 | TOTAL                                                                                 | 10625,30                                                                              |

| Classement UCI (par équipes) pour les années 2023 et 2024. | Classement UCI (par équipes) pour les années 2023 et 2024. | Classement UCI (par équipes) pour les années 2023 et 2024. | Classement UCI (par équipes) pour les années 2023 et 2024. | Classement UCI (par équipes) pour les années 2023 et 2024. | Classement UCI (par équipes) pour les années 2023 et 2024. |
| #                                                          | Équipe                                                     | 2023                                                       | 2024                                                       | Total                                                      | Diff.                                                      |
| ---------------------------------------------------------- | ---------------------------------------------------------- | ---------------------------------------------------------- | ---------------------------------------------------------- | ---------------------------------------------------------- | ---------------------------------------------------------- |
| 1                                                          | UAE Team Emirates                                          | 30963,18                                                   | 37407,60                                                   | 68370,78                                                   | -                                                          |
| 2                                                          | Team Visma-Lease a Bike                                    | 29654,45                                                   | 20427,98                                                   | 50082,43                                                   | 18288,35                                                   |
| 3                                                          | Soudal Quick-Step                                          | 18702,85                                                   | 18153,97                                                   | 36856,82                                                   | 13225,61                                                   |
| 4                                                          | Lidl-Trek                                                  | 16054,45                                                   | 17989,00                                                   | 34043,45                                                   | 2813,37                                                    |
| 5                                                          | Ineos Grenadiers                                           | 17760,93                                                   | 15547,97                                                   | 33308,90                                                   | 734,55                                                     |
| 6                                                          | Red Bull-Bora-Hansgrohe                                    | 13325,13                                                   | 16894,33                                                   | 30219,46                                                   | 3089,44                                                    |
| 7                                                          | Alpecin-Deceuninck                                         | 14519,25                                                   | 15020,00                                                   | 29539,25                                                   | 680,21                                                     |
| 8                                                          | Groupama-FDJ                                               | 14834,51                                                   | 12357,00                                                   | 27191,51                                                   | 2347,74                                                    |
| 9                                                          | Lotto Dstny                                                | 14112,83                                                   | 12579,29                                                   | 26692,12                                                   | 499,39                                                     |
| 10                                                         | Bahrain Victorious                                         | 15787,81                                                   | 9547,16                                                    | 25334,97                                                   | 1357,15                                                    |
| 11                                                         | Decathlon AG2R La Mondiale                                 | 9096,00                                                    | 15930,84                                                   | 25026,84                                                   | 308,13                                                     |
| 12                                                         | EF Education-EasyPost                                      | 11818,69                                                   | 11594,95                                                   | 23413,64                                                   | 1613,20                                                    |
| 13                                                         | Movistar Team                                              | 10989,53                                                   | 10879,00                                                   | 21868,53                                                   | 1545,11                                                    |
| 14                                                         | Israel-Premier Tech                                        | 10022,00                                                   | 11723,33                                                   | 21745,33                                                   | 123,20                                                     |
| 15                                                         | Jayco AlUla                                                | 10737,65                                                   | 10625,30                                                   | 21362,95                                                   | 382,38                                                     |
| 16                                                         | Intermarché-Wanty                                          | 10492,28                                                   | 9915,00                                                    | 20407,28                                                   | 955,67                                                     |
| 17                                                         | Team dsm-firmenich PostNL                                  | 9102,20                                                    | 9646,63                                                    | 18748,83                                                   | 1658,45                                                    |
| 18                                                         | Cofidis                                                    | 10437,41                                                   | 7889,84                                                    | 18327,25                                                   | 421,58                                                     |
| 19                                                         | Arkéa-B&B Hotels                                           | 7229,00                                                    | 8735,00                                                    | 15964,00                                                   | 2363,25                                                    |
| 20                                                         | Uno-X Mobility                                             | 6569,00                                                    | 8938,67                                                    | 15507,67                                                   | 456,33                                                     |
| 21                                                         | Astana Qazaqstan Team                                      | 7044,44                                                    | 6563,24                                                    | 13607,68                                                   | 1899,99                                                    |
| 22                                                         | TotalEnergies                                              | 5765,00                                                    | 4897,00                                                    | 10662,00                                                   | 2945,68                                                    |

## Classement UCI individuel en fin de saison
| 31  | Michael Matthews  | 1945,71 |
| 51  | Dylan Groenewegen | 1441,71 |
| 88  | Simon Yates       | 1006,00 |
| 116 | Mauro Schmid      | 819,00  |
| 123 | Filippo Zana      | 785,00  |
| 140 | Eddie Dunbar      | 703,00  |
| 145 | Luke Plapp        | 689,71  |
| 197 | Anders Foldager   | 521,71  |
| 200 | Davide De Pretto  | 518,00  |
| 217 | Max Walscheid     | 458,33  |

| 227 | Caleb Ewan        | 420,00 |
| 243 | Chris Harper      | 381,71 |
| 491 | Kelland O'Brien   | 170,00 |
| 502 | Callum Scotson    | 164,00 |
| 601 | Luka Mezgec       | 120,71 |
| 642 | Felix Engelhardt  | 110,00 |
| 722 | Hagos Welay Berhe | 92,00  |
| 773 | Jesús David Peña  | 82,00  |
| 858 | Elmar Reinders    | 71,71  |
| 862 | Blake Quick       | 71,00  |

| 1168 | Rudy Porter             | 46,00 |
| 1202 | Alessandro De Marchi    | 44,00 |
| 1428 | Lucas Hamilton          | 30,00 |
| 1504 | Jan Maas                | 29,00 |
| 1677 | Michael Hepburn         | 22,00 |
| 1713 | Lawson Craddock         | 20,00 |
| 2478 | Amund Grøndahl Jansen   | 5,00  |
| 2478 | Campbell Stewart        | 5,00  |
| -    | Luke Durbridge          | 0,00  |
| -    | Christopher Juul-Jensen | 0,00  |